# ベンダーロックイン
ベンダーロックイン（英: vendor lock-in）とは、特定ベンダー（メーカー）の独自技術に大きく依存した製品、サービス、システム等を採用した際に、他ベンダーの提供する同種の製品、サービス、システム等への乗り換えが困難になる現象のこと。
ベンダーロックインに陥った場合、製品、サービス、システム等を調達する際の選択肢が狭められる。価格が高騰してもユーザーはそれを買わざるを得ないため、コストが増大するケースが多い。また、市場の競争や技術革新における恩恵を十分に受けられない可能性もある。

## ベンダーロックインの例

### コンピュータシステム
- 情報システムの開発・構築を曖昧な仕様でベンダーに発注した場合、出来上がった情報システムの正確な仕様が、システムを開発・構築したベンダーにしか解らなくなる場合がある。結果、システムの保守・拡張・改修等の際、現存システムを開発・構築したベンダーに引き続き発注せざるを得なくなる[2]。
- ソフトウェアによるベンダーロックインの身近な例としては、オペレーティングシステム（OS）並びにオフィススイート市場で圧倒的なシェアを持つマイクロソフト社のMicrosoft WindowsやMicrosoft Officeが挙げられる。豊富に流通しているアプリケーションソフトウェアの多くがWindows向けソフトウェアであり、Office製品で作成された文書やスプレッドシートを他者から受け取った際には、自らも同じソフトウェアを所持していなければファイルを開くことができないことからロックインの状態にあった。かつてはLotus 1-2-3や、日本国内においては一太郎がその地位にあった。2000年代に入ると特定のソフトウェアに依存しないオープンフォーマットが提唱されるようになったが、2020年現在においてもこれらオープンフォーマットが幅広く利用されるには至っておらず、ロックインの状態が続いている。かつて第一次ブラウザ戦争を制したウェブブラウザのInternet Explorer（IE）は、Windowsとともに企業や官公庁で標準環境として利用されていたが、そのときに生まれた多数の「IEでしか動作しないウェブサイトや社内システム」は、ベンダーロックインの負債となり、IEのサポート終了に伴う環境移行の障害となっている[注釈 1]。
  - Microsoft Windows、macOS、iOS、Android、Ubuntu、Red Hat Enterprise Linuxなどの特定のOS向けに実装されたネイティブアプリケーションは、それらのターゲットOS上でしか動作しない。大抵のケースにおいて異なるOSへの移植は可能であるが、OSやデバイス固有の下位レベル機能を利用する部分が多い設計であるほど困難になる。セキュリティポリシーによってサードパーティーによる利用が禁止されている機能を利用しているアプリケーションも移植はできない。
- マイクロソフト社のDirectXやActiveX、MFC、ATL、Windows Forms等を利用して開発されたアプリケーション。WineやReactOSなどの例外を除いて、原則としてWindowsでしか利用できない。
- NVIDIA社のCUDAやPhysX、それらを利用したTensorFlowなどのライブラリ。原則として同社のGPUでしか利用できない。
- Apple社のLightningケーブルやコネクタ類。似たような規格のUSB Type-Cとは互換性がなく、周辺機器は同社が（Made for iPhoneやMade for iPadなどの形で）販売や製造を認定したLightning規格の製品を使わないといけない。ケーブルやコネクタ内部に暗号化されたチップが組み込まれており、不正なチップでは充電やデータ通信をできなくするなど積極的に非認定品を排除する仕組みがある。
- Apple社のMetal API。従来から使われてきたクロスプラットフォームなグラフィックス／コンピュートAPIのOpenGL/OpenGL ES/OpenCLはmacOS MojaveおよびiOS 12で非推奨となり、アプリケーション開発者はMetalへ移行することが求められているが、必要となる変更は些細なものではなく[5]、また既存のデバイスドライバーの新規格対応や機能追加、不具合修正が見込めないことなどから、アップルプラットフォームのサポート継続を断念したり[6]、ハードウェアアクセラレーション機能を無効化したりするケースも出ている[7]。
- Amazon Web ServicesやGoogle Cloud PlatformなどのOSが公開されていないクラウドプラットフォームのAPIを利用してシステム構築を行うと、他のクラウドプラットフォームやオンプレミス運用に切り替えるにはシステムの大規模改修が必要となるため、プラットフォーム事業者を乗り換えることが困難になる。この状態もまたベンダーロックインの一種であり、クラウドロックインと呼ばれる。
- Microsoft AzureはMicrosoft Azure Stackを使えばオンプレミス運用が可能であり、クラウドロックインはされないが、マイクロソフト社のサービスや製品にはロックインされている。
- 日本の多くの自治体は、戸籍を電子化するとき、別々のメーカーに依頼してコンピュータシステムを作ったため、メーカーや自治体によって、同じ文字に別の文字コードが割りあてられ、ベンダーの乗り換えが困難になるベンダーロックインの状況にあった。MJ文字に移行させていくことで、戸籍の文字コードを標準化するとされる[8]。

### その他
- カクテルのバカルディに使われるホワイトラムはバカルディ社が製造する物のみしか使ってはならないと判決が出ている（登録商標によるロックイン）。
- リヒャルト・ワーグナーは楽譜でシンバルはジルジャン社の物を使用することを指示している[9]（上位の仕様書に特定の下位の仕様を記載することによるロックイン。この場合は同社のシンバルを使わない場合、楽譜の指示を無視して演奏したということになる）。

## 対策
ベンダーロックインを防ぐ方法として、自社・自組織で内製したり、国際的な標準規格に基づいて作られた汎用品を使ったりすることが挙げられる。しかし内製にはコストがかかったり、汎用品では十分な機能や性能を得られなかったりするジレンマも抱えることになる。